# Novšak
Novšak je priimek več znanih Slovencev:
- Albin Novšak (1915—1992), smučarski skakalec
- Dora Novšak (*1933), kiparka
- Eva Novšak-Houška (1942—2023), koncertna pevka, mezzosopranistka
- France Novšak (1916—1991), pisatelj, novinar, urednik in slovaropisec
- Martin Novšak (*1958), elektroenergetski gospodarstvenik
- Matjaž Novšak, arheolog
- Primož Novšak (*1945), slovensko-švicarski glasbenik, violinist in pedagog
- Tajda Novšak (*1994), kiparka, scenografinja
- Vlasta Gregorc Novšak, kirurginja